# 隐孢子虫病
隐胞子虫病（Cryptosporidiosis）是由頂複門的隐孢子虫造成的脊椎动物肠道疾病，是导致人腹泻的主要原因之一。这是一类通过粪口途径传播的疾病，主要发生在胎盘动物当中。病原体通常寄生在小肠肠上皮细胞的带虫空泡内。免疫缺陷患者（如艾滋病病人）经常患有此类并发症，同时，由于免疫功能的不完善，寄生虫还可能会进入病人的肝、肺、胰和胆囊等器官，造成更为严重的病理反应。隐胞子虫病是一种水源性疾病（waterborne disease），病原体在水中以卵囊（oocyte）形式存在并得以传播，对自然水中环境有较好的耐受性，因此饮用不洁净的水成为该病的主要患病原因。

## 历史
隐孢子虫病最早发现于家鼠身上（Edward E Tyzzer, 1907）之后被证实为许多动物腹泻的主要原因之一。1976年在美国一名儿童身上发现第一例人类病例。1980年代人们对艾滋病患者的研究发现，隐胞子虫是导致艾滋病病人肠炎的主要原因。历史上最出名的隐胞子虫病爆发发生在美国密尔沃基市，1993年春，由于取自密歇根湖的饮用水遭到污染，有大约403,000名的市民（占城市总人口的26％）罹患该病。这一事件迫使密尔沃基市政府对饮用水处理工厂进行了大规模的改造。

## 病源
隐孢子虫是属于頂複門真球蟲目隱孢子蟲屬的寄生虫。隐胞子虫的生命周期比较复杂，包括很难在体外进行培育。在宿主体内，它们一般是以单倍体的多核单细胞形式存在的，被称之为第一型分裂体（type 1 meront）。这一型的分裂体可以进行无性繁殖，每个细胞核同一部分细胞质结合成裂殖子（merozoite），之后在细胞内再进行染色体复制，形成新的细胞核和第一型分裂体。这个无性繁殖循环可以一直持续下去。
如果外部环境发生变化，隐孢子虫会转化为第二型分裂体（type 2 meront），这时候分裂体会形成大配子母细胞（macro-gametocytes）和小配子母细胞（micro-gametocyte），二者结合形成双倍体合子。这是有性繁殖阶段，合子再进行孢子生殖，形成含有大量单倍体孢子的卵囊，随粪便排出宿主体外。
隐孢子虫的卵囊对外界环境有较好的耐受性，在8摄氏度的淡水和海水中可以存活1年以上，在零下20度的低温环境下亦可存活。然而臭氧和过氧化氢可以有效杀灭卵囊，零下70度的低温，或者对水进行加热（64度5分钟，72度10秒）也可以杀死寄生虫。然而，由于西方社会没有煮白开水饮用的习惯，造成这种疾病疫情一而再，再而三地在英美等发达国家中爆发。
可以感染人类的隐孢子虫有人隐孢子虫（Cryptosporidium hominis）和小隐孢子虫（Cryptosporidium parvum）。另外，寄生于鸟类的鹌鹑源火鸡隐孢子虫（Cryptosporidium meleagridis）和其他隐孢子虫也偶尔会感染人体。

## 病征
隐孢子虫症的主要症状是腹泻，在患者粪便和体液中可以检测出大量病原体。免疫缺陷患者则易于引发肠炎，肺炎的疾病。潜伏期3天到6周，通常会延续4到6周，有转化为慢性的风险，没有特别的药物可以给予治疗。
隐孢子主要附在小肠壁微绒毛之间吸取宿主细胞的养分，由于某种未知的机制，虫体和宿主细胞形成带虫空泡，虫体寄生于带虫空泡内，实质上是细胞内寄生。

## 控制与防范
主要的防范措施是控制水和食物的品質，政府应积极倡导个人饮食卫生。